# Comuna Iasna Poleana, Orihiv
Iasna Poleana (în ucraineană Ясна Поляна) este o comună în raionul Orihiv, regiunea Zaporijjea, Ucraina, formată din satele Iasna Poleana (reședința) și Trudoolenivka.

## Demografie
Componența lingvistică a comunei Iasna Poleana
     Ucraineană (94,47%)
     Rusă (5,53%)
Conform recensământului din 2001, majoritatea populației comunei Iasna Poleana era vorbitoare de ucraineană (94,47%), existând în minoritate și vorbitori de rusă (5,53%).